# غريتا شيلر
غريتا شيلر (بالإنجليزية: Greta Schiller)‏ هي مخرجة أمريكية، ولدت في 21 ديسمبر 1954 في ديترويت في الولايات المتحدة.

## وصلات خارجية
- غريتا شيلر على موقع IMDb (الإنجليزية)
- غريتا شيلر على موقع ألو سيني (الفرنسية)
- غريتا شيلر على موقع أول موفي (الإنجليزية)
- غريتا شيلر على موقع قاعدة بيانات الفيلم (الإنجليزية)
- غريتا شيلر على موقع كينوبويسك (الروسية)